# تيم بورنس
تيم بورنس (بالإنجليزية: Tim Burns)‏ هو سياسي أمريكي، ولد في 1973. حزبياً، نشط في الحزب الديمقراطي.